# Graphania obsoleta
Graphania obsoleta là một loài bướm đêm trong họ Noctuidae.